# イバン・メレンデス
イバン・メレンデス（Ivan Melendez, 2000年1月24日 - ）は、アメリカ合衆国テキサス州エルパソ出身のプロ野球選手（内野手）。右投右打。MLBのアリゾナ・ダイヤモンドバックス傘下所属。
愛称はヒスパニック・タイタニック（Hispanic Titanic）。

## 経歴
テキサス大学オースティン校1年次の2021年、MLBドラフト16巡目（全体479位）でマイアミ・マーリンズから指名されたが、この時は契約しなかった。
2022年には32本塁打、94打点を記録し、ゴールデンスパイク賞とディック・ハウザー・トロフィーを受賞している。7月のMLBドラフトでは2巡目（全体43位）でアリゾナ・ダイヤモンドバックスから指名され、プロ入り。契約後、傘下のルーキー級アリゾナ・コンプレックスリーグ・ダイヤモンドバックス （ブラック）でプロデビュー。ルーキー級アリゾナ・コンプレックスリーグ・ダイヤモンドバックス（レッド） とA級バイセイリア・ローハイドでもプレーし、3チーム合計で29試合に出場して打率.206、3本塁打、8打点を記録した。
2023年はA+級ヒルズボロ・ホップスとAA級アマリロ・ソッドプードルズでプレーし、2チーム合計で96試合に出場して打率.272、30本塁打、76打点、4盗塁を記録した。

## プレースタイル
打撃では天性のパワーを生かした長打力を売り物としている。守備では三塁手としては守備範囲が狭く、一塁手として落ち着きそうと見る向きがある。